# Glasgow Hawks
Los Glasgow Hawks son un equipo de rugby de Escocia con sede en la ciudad de Glasgow.
Participa en la Premiership, uno de los principales torneos de Escocia, en el cual ha obtenido tres campeonatos.

## Historia
Fue fundada en 1997 debido a la unión en entre los clubes, Glasgow Academicals (1866) y GHK (1982).
En 1996 ingresa en la segunda división en la cual asciende en su primera temporada al obtener el título de la competencia, perdiendo un solo partido y ganando los 12 restantes.
Desde el año 1998 compite en la Premiership en la cual ha logrado tres campeonatos, el último el año 2006, además ha obtenido dos campeonatos de segunda división.

## Palmarés
- Premiership (3): 2003–04, 2004–05, 2005–06.
- Copa de Escocia (2): 2003–04, 2006–07
- Segunda División de Escocia (2): 1997–98, 2012–13